# Bergrede
De bergrede is een deel van het Evangelie volgens Matteüs hoofdstuk 5 tot en met 7 in het Nieuwe Testament, waarin Jezus zijn leer verkondigde. Jezus legde zijn leerlingen die hem naar de berg waren gevolgd een nieuwe interpretatie van de in de Thora geopenbaarde wil van God uit. De bergrede heeft grote invloed gehad op zowel het christendom als andere religies, inclusief de joodse uitlegging van de Torah, en niet-religieuze filosofen.

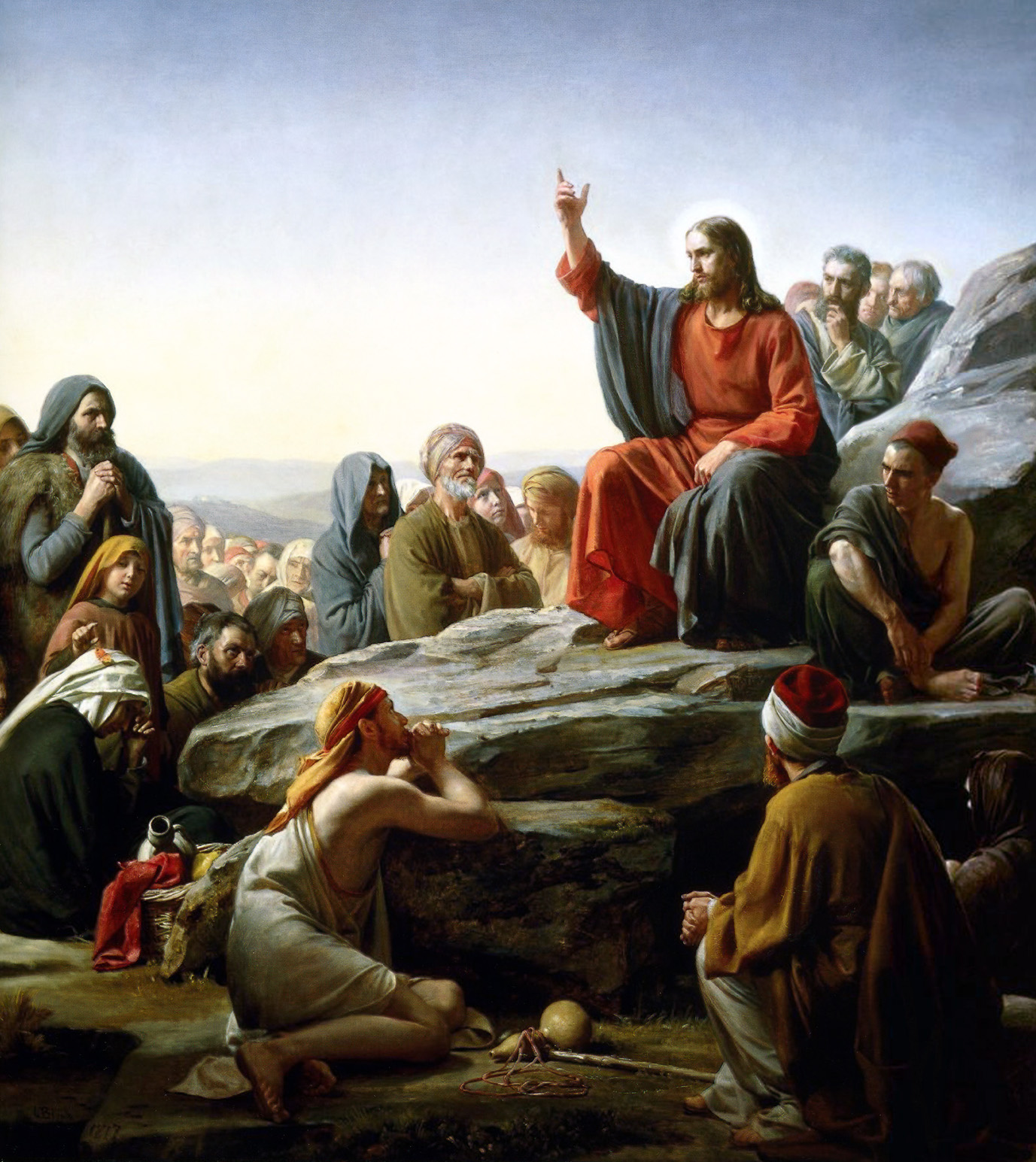
De bergrede door Carl Bloch

De veldrede in het Evangelie volgens Lucas vertoont overeenkomsten met de bergrede, waaronder een viertal zaligsprekingen, de gulden regel en een aantal ethische normen (waaronder vier wee-u-vervloekingsaanzeggingen).

## Situering
Volgens Matteüs hield Jezus de bergrede in Galilea, letterlijk op een berg, aan het begin van zijn openbaar optreden, na zijn doop door Johannes de Doper en het vinden van zijn eerste vier volgelingen, waaronder Petrus. Matteüs verklaart aan het einde van het vierde hoofdstuk indirect dat de daarop volgende bergrede in een bredere context past. Hoofdstuk 4 eindigt ermee dat Jezus door heel Galilea reisde en predikte en dat men in heel Syrië van hem zou hebben gehoord. De bergrede wordt gevolgd door een aantal op zich staande, korte openbare optredens.

## Opbouw

### Zaligsprekingen
De bergrede begint met de acht zaligsprekingen. De verzen 11-12 worden in die telling gezien als een samenvatting en concretisering van de achtste zaligspreking. Elke zaligspreking vangt aan met een (gemoeds)toestand waarin een mens zich bevinden kan. Daarna volgt telkens direct een tweede versdeel, met een positief gevolg op die toestand.
In zijn beschrijving hanteert de auteur bij de eerste en de laatste zaligspreking de onvoltooid tegenwoordige tijd. De tussenliggende verzen hebben een voltooid tegenwoordige toekomende tijd en zijn tevens geschreven in de lijdende vorm. De godsnaam (יהוה, JHWH) is daarmee in geen enkel geval onderwerp van een zin. Ook in het begin- en eindvers is dit niet de actor, omdat de naam vermeden wordt door de term Koninkrijk van God te gebruiken. Deze vermijding van de godsnaam was onder joden zeer gebruikelijk om godslastering te voorkomen.
In de verzen 13-16 worden de toehoorders van de bergrede in een metafoor geplaatst als  het "zout der aarde" en het "licht der wereld". Hiermee wordt hen als het ware een aantal verantwoordelijkheden toebedeeld, maar ook beloften gedaan.

### Jezus en de Thora
De auteur vertelt in het volgende gedeelte dat Jezus niet de Wet of de Profeten ontbinden wil. Met "de Wet" wordt de Wet van Mozes bedoeld. Dit deel van de bergrede begint met de uitspraak "Eer de hemel en de aarde vergaat, zal er niet één jota of tittel vergaan van de wet, eer alles zal zijn geschied."
In de verzen 21-48 wordt vervolgens een aantal leerstellingen uit de Hebreeuwse Bijbel uitgelegd door Jezus. Jezus citeerde de "ouden" en gaf een uitleg die strengere opvattingen toont dan in die tijd gebruikelijk. Over echtscheiding zijn de uitspraken van Jezus in dit en andere delen van de evangeliën vrij consistent. De rabbijn Jezus lijkt daarover een strenge opvatting gehad te hebben, conform de uitleg van Sjammai. Zijn houding tegenover en zelfs omgang met prostituees, tollenaars, et cetera, doen vermoeden dat hij voor het overige meer de wetsuitleg van Hillel aanhing.
| Thema         | Citaat uit de Tenach (OT)                                           | Citaat uit de bergrede (NT) |
| ------------- | ------------------------------------------------------------------- | --- |
| Doden         | Gij zult niet doodslaan                                             | „Een ieder, die in toorn leeft tegen zijn broeder, zal vervallen aan het gerecht. Wie tot zijn broeder zegt: Leeghoofd, zal vervallen aan de Hoge Raad, en wie zegt: Dwaas, zal vervallen aan het hellevuur.” |
| Echtbreuk     | Gij zult niet echtbreken                                            | „Een ieder die een vrouw aanziet om haar te begeren, heeft in zijn hart reeds echtbreuk met haar gepleegd. Indien dan uw rechteroog u tot zonde zou verleiden, ruk het uit en werp het van u,…”               |
| Echtscheiding | Al wie zijn vrouw wegzendt, moet haar een scheidbrief geven         | „Een ieder, die zijn vrouw wegzendt om een andere reden dan ontucht, maakt, dat er echtbreuk met haar gepleegd wordt.”                                                                                        |
| Zweren        | Gij zult uw eed niet breken, doch aan de Here uw eden gestand doen. | „Maar Ik zeg u in het geheel niet te zweren:…” |
| Vergelding    | Oog om oog, tand om tand                                            | „Wie u een slag geeft op de rechterwang, keer hem ook de andere toe […] en zal iemand u voor één mijl pressen, ga er twee met hem.”                                                                           |
| Liefhebben    | Gij zult uw naaste liefhebben en uw vijand zult gij haten.          | „Hebt uw vijanden lief en bidt voor wie u vervolgen.” |

### Aalmoezen
Het laatste gedeelte van Matteüs 5 handelt over het geven van aalmoezen, waarbij de toehoorder wordt aangemoedigd deze daad van gerechtigheid te plegen, maar hiermee niet te koketteren. "Maar laat, als gij aalmoezen geeft, uw linkerhand niet weten wat uw rechter doet…". Deze frase wordt als spreekwoord in het Standaardnederlands nog altijd gebezigd.

### Het Onzevader

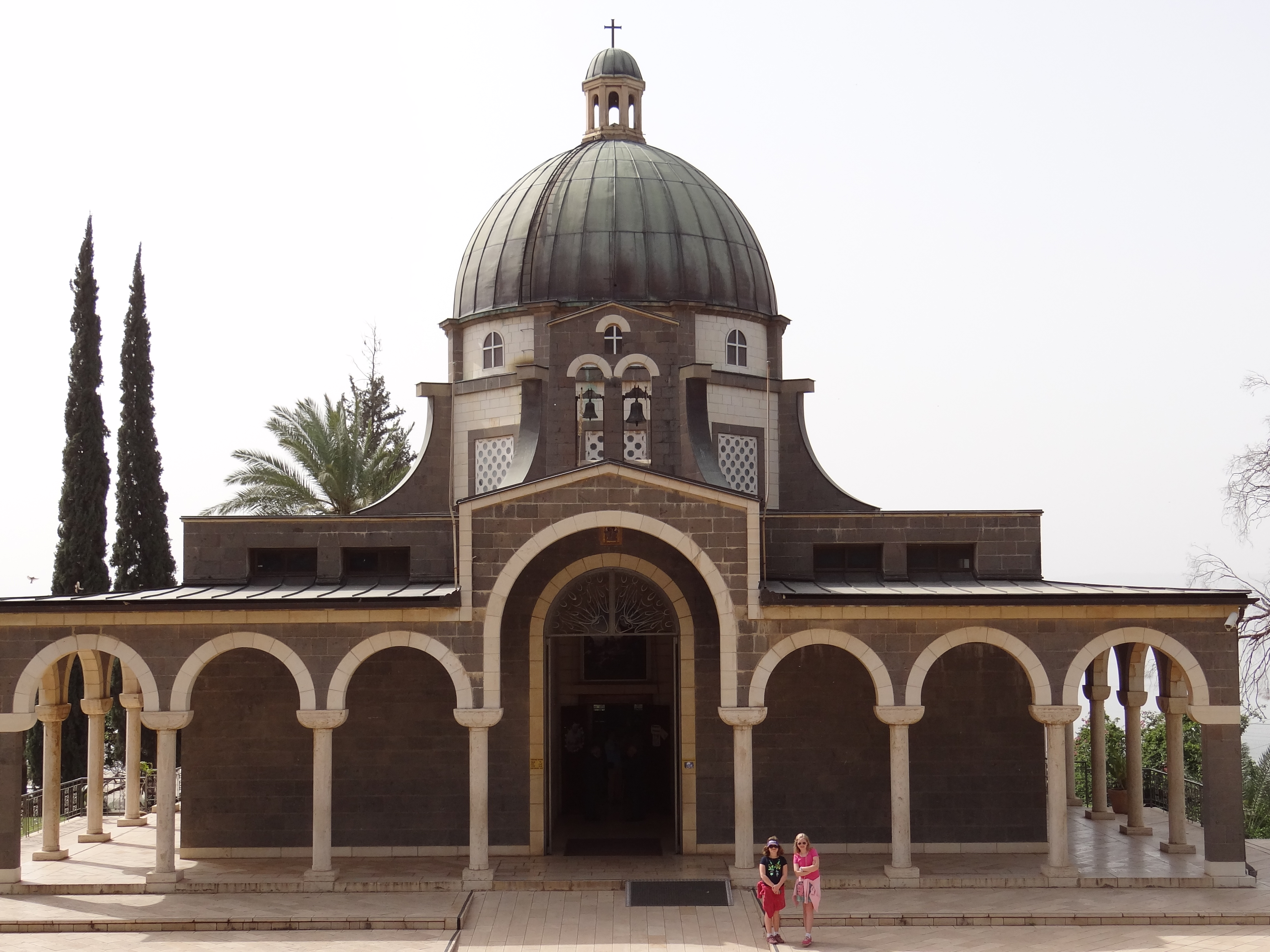
Kerk van de Zaligsprekingen, nabij het Meer van Tiberias

In hoofdstuk 6 wordt de toehoorder uiteengezet hoe hij moet bidden. Het "voorbeeldgebed" in dit gedeelte, staat bekend als het Onzevader. De titel, c.q. het begin van het gebed, is tevens terug te vinden op plekken in de Tenach. Ook in het Nieuwe Testament wordt deze formulering vaker gebruikt, zoals in een aantal zegenformules van de apostel Paulus.
Het Onzevader is op te delen in drie stukken. Na de korte aanhef in vers 9 volgen in het tweede deel van dat vers de beden waarin God centraal staat. Vers 10-13 bevat de beden waarin de mens centraal staat.
Ook kan het gedeelte na de aanhef tot en met vers 10 gezien worden als dankgebed en de verzen 11 tot en met 13 als smeekgebed. Het laatste gedeelte van vers 13, de doxologie, zou gedefinieerd kunnen worden als belijdend gebed. Daarbij moet worden aangetekend dat dit gedeelte in de oudste handschriften niet is aangetroffen. Het is dus mogelijk dat dit versdeel in de eerste eeuwen na de totstandkoming van het Evangelie volgens Matteüs is toegevoegd. Bijvoorbeeld naar analogie van teksten uit de Tenach, zoals zoals 1 Kronieken 29:11. Een dergelijke doxologie is bij joodse gebeden overigens zeer gebruikelijk. Hierdoor kan de toevoeging tijdens bijeenkomsten door de christelijke gemeenten zelf toegevoegd kan zijn en later opgenomen in de liturgie en het Evangelie volgens Matteüs. Een andere mogelijk is dat de aanwezigheid van de slotzin zó vanzelfsprekend was, dat de auteur deze om die reden weggelaten heeft.
| Vers | Protestante tekst                                                                   | Rooms-katholieke tekst                        |
| ---- | ----------------------------------------------------------------------------------- | --------------------------------------------- |
| 9    | Onze Vader die in de hemelen zijt,                                                  | Onze Vader, die in de hemel zijt,             |
|      | uw naam worde geheiligd;                                                            | uw naam worde geheiligd,                      |
| 10   | uw Koninkrijk kome;                                                                 | uw rijk kome,                                 |
|      | uw wil geschiede,                                                                   | uw wil geschiede                              |
|      | gelijk in de hemel als ook op de aarde.                                             | op aarde zoals in de hemel.                   |
| 11   | Geef ons heden ons dagelijks brood;                                                 | Geef ons heden ons dagelijks brood            |
| 12   | en vergeef ons onze schulden,                                                       | en vergeef ons onze schulden,                 |
|      | gelijk ook wij vergeven onze schuldenaren;                                          | zoals ook wij vergeven aan onze schuldenaren, |
| 13   | en leid ons niet in verzoeking,                                                     | en breng ons niet in beproeving,              |
|      | maar verlos ons van den boze.                                                       | maar verlos ons van het kwade.                |
|      | Want van U is het Koninkrijk en de kracht en de heerlijkheid tot in der eeuwigheid. |                                               |
|      | Amen.                                                                               | Amen.                                         |

### Vasten
Na het Onzevader volgt een kort gedeelte waarin het vasten wordt besproken, en hoe de toehoorders zouden moeten vasten zonder anderen te tonen dat men vast. Net als bij het geven van aalmoezen, dat aangehaald wordt in het begin van dit hoofdstuk, wordt bescheidenheid gepreekt en koketterie afgekeurd. De auteur begint en sluit dit hoofdstuk als het ware af met de boodschap dat gerechtigheid, rechtvaardigheid niet de aandacht verdient van derden. De toehoorder wordt  aangespoord tot zulke daden, maar met het pronken ermee wordt hij ontmoedigd. Hier tegenover wordt de belofte van rechtvaardigheid die God hem zal doen toekomen gezet.

### Losse aanwijzingen
Matteüs geeft in hoofdstuk 7, het slot van de bergrede, enkele losse aanwijzingen. Jezus gaat in op oordelen en de bescheiden al dan niet afwezige rol van de mens hierin. Hij gebruikt hierbij de parabel waarin iemand die "de splinter in het oog van de ander wil verwijderen, terwijl hij de balk in zijn eigen oog niet ziet.". Hij spoort de menigte aan te bidden en erop te vertrouwen dat hun gebeden verhoord worden en vervolgt met een slotstuk. In dit laatste hoofdstuk en in de hoofdstukken over aalmoezen en vasten kiest de auteur telkens voor een afwisseling van enerzijds verantwoordelijkheid, een last en een opdracht en anderzijds voor een vooruitzicht, zoals gevoed  worden, gehoord worden en zelfs binnen mogen gaan in het Koninkrijk van God.

## Tekstuele structuur
Het Matteüsevangelie verhaalt over de optredens van Jezus als leringen, preken en genezingen.
De leringen worden vrij kort besproken in Matteüs 4, waarin ook een beproeving aan de orde komt in de woestijn. Daarna volgt de bergrede zelf, die met zijn lengte de langste prediking is van Jezus in het Nieuwe Testament. De genezing van een melaatse volgt direct op de bergrede en afgewisseld met andere optredens komen er meer, zoals in hoofdstuk 8 nog de genezing van „vele bezetenen” . Van een uitgebreide inhoudelijke behandeling is verder geen sprake, hoewel de bergrede zelf toont hoe zijn levensvisie en filosofie in elkaar zit. Met name de zaligsprekingen geven een beeld van de mildere toon die hij als rabbijn bezigt, een toon die past bij de Hillel-traditie. De grote uitzondering op die toon is zoals eerder aangehaald zijn visie op echtscheiding.

### Structuur
Enkele theologen nemen aan dat Matteüs bewust koos voor de structuur van een chiasme, een stijlfiguur waarbij in een tekst sprake is van een vorm die lijkt op de Griekse letter Χ (χι, chi). Volgens hen staat het Onzevader volledig centraal. Het vooruitzicht op een eeuwig of zalig leven treft men in het eerste en het laatste gedeelte. De vanzelfsprekendheden bij aanvang, de hoge drempel als afsluiting.

### These-antithese-synthese

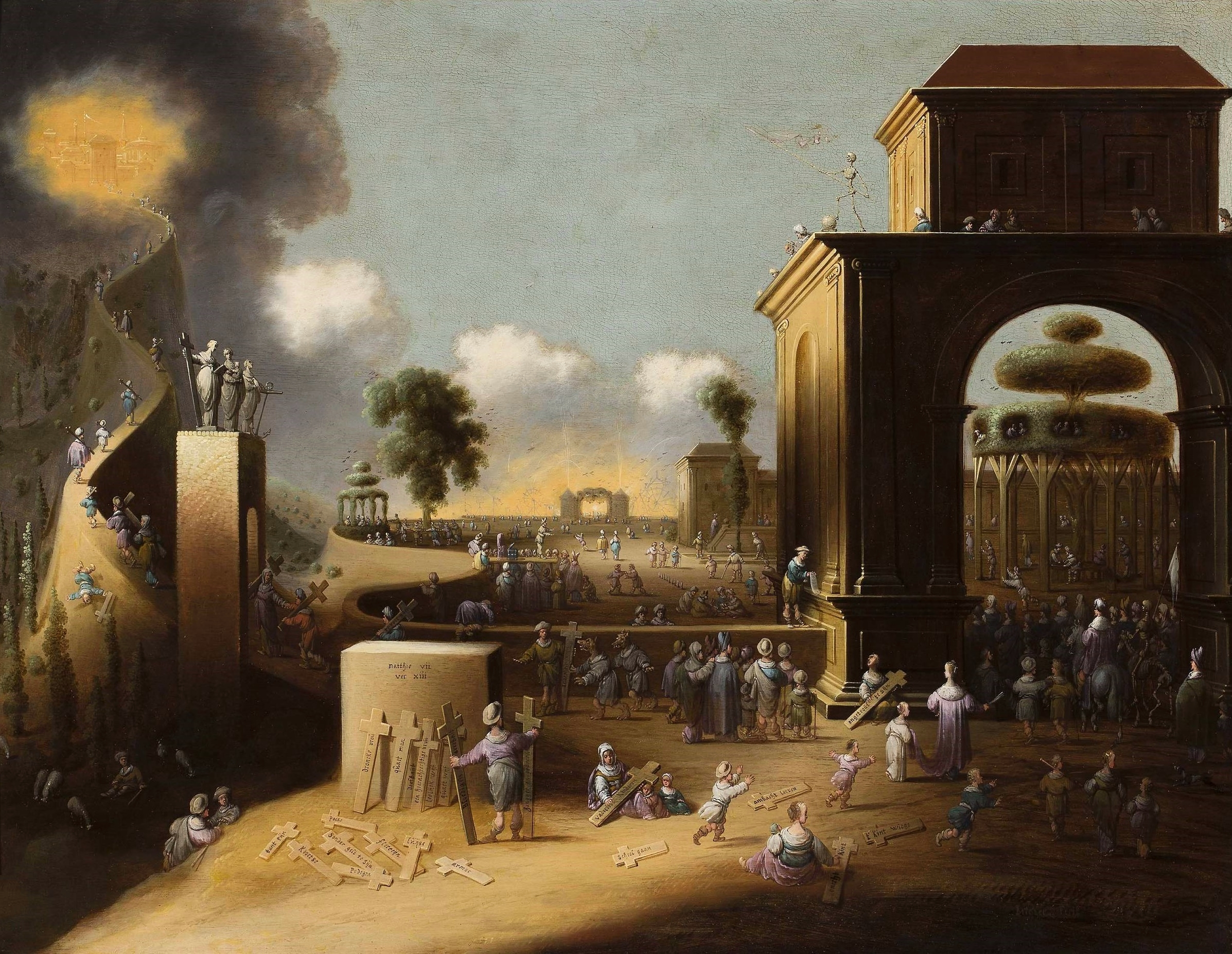
Brede en smalle weg door Jan Micker (ca. 1630)

Een tekst geschreven als these-antithese-synthese gaat uit van een propositie (bewering), een ontkenning (negatie) en een oplossing (de synthese). De bergrede wordt door enkelen exegeten uitgelegd met deze formule als centrale stijlfiguur.
Evident is de these-antithese-synthese-structuur in Matteüs 5:17-48. Hierbij wordt telkens een stelling geponeerd uit de Tenach. Het betreft in ieder geval stellingen omtrent gevoelige onderwerpen, zaken die de persoonlijke levenssfeer raken en geboden of verboden die niet gemakkelijk op te volgen zijn. Bijvoorbeeld echtscheiding. Toch is er enige coulance op deze onderwerpen. In de bergrede zelf wordt inzake echtscheiding "ontucht" aan als geldige reden gegeven. Verderop in dit evangelie verhaalt de auteur uitvoeriger over echtscheiding waar "hoererij" staat als legitieme reden opgegeven door Jezus. Bij de andere stellingen uit dit gedeelte van Matteüs gebeurt hetzelfde.
De bergrede kan bovendien als geheel in een these-antithese-synthese-structuur gelezen worden. De Zaligsprekingen zijn letterlijk zegeningen, zij geven de toehoorders het gevoel zich gezegend te weten. Het slot van de bergrede bestaat echter uit waarschuwingen. Het spreekt over de "enge poort" en de "smalle weg", versus de "wijde poort" en de "brede weg", voor wat betreft het binnengaan in Gods Koninkrijk. Ook om het Onzevader heen gebeurt hetzelfde. Het geven van aalmoezen (gerechtigheid aan naasten) en het vasten (gerechtigheid aan God) zijn zware verwachtingen, maar het Onzevader daarentegen wordt na de doxologie voorzien van een eenvoudige wijze tot het verkrijgen van vergeving: het schenken ervan aan de naasten.